# Buck Privates Come Home
Buck Privates Come Home (br: Dois Recrutas Voltam) é um filme estadunidense de 1947, do gênero comédia, dirigido por Charles Barton. É a sequência de um filme de 1941, Buck Privates, e ambos são estrelados pela dupla cômica cinematográfica Abbott & Costello.

## Sinopse
Dois malandros de Nova Iorque se alistam no exército para fugir da polícia. Quando a guerra na Europa termina, em 1945, eles retornam a seus "afazeres" costumeiros, que consiste em ludibriar os outros e, com isso, venderem gravatas de baixa qualidade. Só que trazem consigo uma órfão francesa de sete anos chamada Evey. Perseguidos pelo seu antigo sargento, Collins, que agora é policial, a dupla tenta escapar e livrar a garota da fiscalização de imigrantes. 
Sem outra opção, eles tentam adotar a garota, mas ficam sabendo que ela só poderá ficar com pessoas casadas e com empregos fixos. Para sua sorte, eles conhecem Bill (um piloto de automóvel) e Sylvia, uma ex-militar, que tentarão ajudar a dupla de malandros a ficar com Evey.

## Elenco
- Lou Costello .... Herbie Brown
- Bud Abbott .... Slicker Smith
- Nat Pendleton .... Collins
- Beverly Simmons .... Evey
- Tom Brown .... Bill Gregory
- Joan Fulton .... Sylvia Hunter